# 德氏腹肢鮃
德氏腹肢鮃為輻鰭魚綱鰈形目鰈亞目牙鮃科的其中一種，為熱帶海水魚，分布於中西大西洋海域，棲息在底層水域，生活習性不明。